# 김경배 (1895년)
김경배(金庚培, 1894년 10월 5일/1895년 연안군 - 1965년 4월 17일)는 대한민국의 정치인이다.
평양대성중학교를 졸업하고 일본 도쿄 구택대학 전문부 정치과를 수료하였다. 삼일운동으로 투옥된 경력도 있으며 의성단 부단장을 역임하였다. 연안면장과 연백군수, 연백수리조합장을 역임하였다. 초대, 제2대 국회의원이었다. 초대 국회의원 재임시, 국회 내의 반민특위 조사위원으로 활동하였다. 한국전쟁 때 납북되었다.

## 역대 선거 결과
|  | 68.13% |

|  | 100.00% |

## 참고자료
- 《대한민국 의정총람》, 국회의원총람발간위원회, 1994년
- 김경배 - 대한민국헌정회